# Hitra cesta H4
Hitra cesta H4 je 42,1 km dolga štiripasovnica po Vipavski dolini med razcepom Nanos z avtocesto A1 in opuščenim mejnim prehodom Vrtojba, kjer se navezuje na avtocesto A34 na italijanski strani.

## Zgodovina
Hitra cesta H4 se je pričela graditi na 710 m dolgem odseku od odcepa s takrat regionalno cesto Šempeter-Vrtojba do mednarodnega mejnega prehoda Vrtojba, vključno z obojestranskim tovornim terminalom za mejno kontrolo blaga in kamionsko cesto. Odsek je bil predan prometu že leta 1980. Lokacija mejnega prehoda je bila določena 1971 leta s sporazumom med Italijo in Jugoslavijo, za kar je bilo potrebno popraviti tudi potek državne meje, kar je bilo določeno z Osimskimi sporazumi.
Dela so se nato nadaljevala šele leta 1994 na odseku Selo-Šempeter, ki je bil predan prometu leta 1996. Da pa bi lahko odsek sploh pričeli graditi, so se že leta 1988 pričela dela na vodnih nasipih akumulacije Vogršček. Na tem odseku je bila zgrajena tudi cestninska postaja Bazara. Šele maja 1998 pa je bila dokončana 1500 m dolga povezava med prej navedenima odsekoma skupaj s priključkom Šempeter. V letih 1997 do 1999 se je zgradil odsek med Vipavo in Selom. V okviru investicije tega odseka hitre ceste je bila zgrajena tudi obvoznica Ajdovščine. V letu 1998 do 2000 je bil zgrajen razcep Nanos preko katerega se je avtocesta A1 za dolgih 9 let navezovala na glavno cesto proti Vipavski dolini. Na tem razcepu je bila zgrajena tudi cestninska postaja Nanos. V podnožju Rebernic sta se v nadaljevanju zgradila še dva krajša odseka hitre ceste in sicer: Vipava-Log leta 2001 in Podnanos-Vipava leta 2003.
Kar od leta 2002 do leta 2009 je trajala gradnja zadnjega, najzahtevnejšega 10 km dolgega odseka hitre ceste H4 preko Rebernic. Tako je bila avgusta 2009 hitra cesta H4 v celoti dokončana.

## Značilnosti
Hitra cesta H4 poteka po zelo raznolikem terenu. Od razcepa Nanos se spusti po geotehnično zelo zahtevnem pobočju Nanosa v Vipavsko dolino skozi katero poteka tako, da se sicer ogiba naseljem pa vendar čim bolj ohranja rodovitno dolino enotno. Pri naselju Selo se vzpne v gričevnat, geotehnično zahtevnejši teren, prečka dolino potoka Lijak, železniško progo Nova Gorica-Sežana in se konča na, od leta 2008, opuščenem mednarodnem mejnem prehodu Vrtojba.
Hitra cesta H4 je zaradi okoljevarstvenih, ekonomskih in prometnih razlogov zgrajena je v tako imenovanem "varčnem" prečnem prerezu širine 19,8 metrov. Štiripasovnica ima 4 vozne pasove širine po 3,5 m, robni pa 0,3 m, zožen srednji ločilni pas širine 2 m. V srednjem ločilnem pasu je postavljena dvostranska varnostna ograja s protislepilno zaščito. Namesto odstavnih pasov so zgrajene pogoste odstavne niše.
Veliko prometnih težav na odseku hitre ceste preko Rebernic in delu Vipavske doline povzročajo močni sunki burje. Predvsem po dolini so že bile narejene nekatere protivetrne ograje, preko Rebernic pa je bila v letu 2011 dokončana študija glede protivetrne zaščite, ki pa bo narejena postopno glede na možnosti financiranja. Dars bi leta 2021 izbral izvajalca za postavitev ograj, vendar tej postavitvi nasprotuje župan Vipave Goran Kodelja, saj naj bi te zakrile pogled na Vipavska dolino.

## Objekti
Na hitri cesti H4 so zgrajeni naslednji premostitveni objekti:
- 27 podvozov
- 14 nadvozov
- 22 mostov
- 24 viaduktov (od tega samo čez Rebernice 16)
- 6 pokritih vkopov in
- 4 predori

Predvsem preko Rebernic je zgrajenih cela vrsta podpornih in opornih konstrukcij za zaščito pred plazovitim terenom.

## Varstvo okolja in prometa
Za zaščito pred hrupom so po Vipavski dolini zgrajeni protihrupni nasipi in postavljene protihrupne ograje. Pri Vipavskem Križu pa je zgrajen tudi pokriti vkop, ki omogoča prehajanje živalim preko hitre ceste in sočasno protihrupna zaščita in prostor za deviacijo lokalne ceste.
Na odseku hitre ceste med Razdrtim in Ajdovščino je velik problem pojav burje, ki lahko dosega tudi orkanske hitrosti in lahko traja tudi več dni zaporedoma. V takem primeru se pod posebnimi pogoji hitra cesta zapre za določene vrste prometa (osebna vozila s prikolicami, tovorna vozila s ponjavami, itd). Za ugotavljanje hitrosti so postavljena merilna mesta na naslednjih lokacijah: razcep Nanos, viadukt Šumljak, Zemono, nadvoz Ajdovščina in viadukt Selo.

## Galerija
- Hitra cesta v območju Ajdovščine
- Pilotna stena z vodnjaki na Rebernicah
- Viadukt Boršt I na Rebernicah
- Potek čez Rebernice - predor